# Medmenham
Medmenham är en civil parish i Storbritannien.   Den ligger i kommunen Buckinghamshire och riksdelen England, i den södra delen av landet, 50 km väster om huvudstaden London.